# Vaccinium chamaebuxus
Vaccinium chamaebuxus är en ljungväxtart som beskrevs av Cheng Yih Wu. Vaccinium chamaebuxus ingår i Blåbärssläktet, och familjen ljungväxter. Inga underarter finns listade i Catalogue of Life.